# C. A. R. Hoare
Sir Charles Antony Richard Hoare znám též jako Tony Hoare nebo C. A. R. Hoare (* 11. ledna 1934 Colombo) je britský počítačový vědec, který se proslavil zejména vyvinutím řadicího algoritmu zvaný rychlé řazení.

## Biografie
Narodil se v Colombu na Srí Lance britským rodičům. V roce 1956 získal na University of Oxford titul bakalář. Po několika letech vysokoškolských studií působil v National Service v královském námořnictvu (1956–58). Když se naučil mluvit rusky, začal studovat počítačový překlad lidských jazyků na Moskevské státní univerzitě v Kolmogorově škole.
Po aféře U-2 v roce 1960 opustil SSSR a našel si práci u malé výpočetní firmy Elliott Brothers, kde se věnoval implementaci programovacího jazyka ALGOL 60 a vývoji algoritmů. Roku 1968 se stal profesorem počítačových věd na Královské univerzitě v Belfastu a v roce 1978 se přestěhoval zpět do Oxfordu, kde vedl výzkumnou programovací skupinu v Oxford University Computing Laboratory. Nyní je vysloužilým profesorem a badatelem ve výzkumu firmy Microsoft v Cambridgi.

## Ocenění
- 1980 – Turingova cena za definici a návrh programovacích jazyků
- 2000 – Získal titul Rytířský bakalář (Knight Bachelor) za službu ve vzdělávání a počítačových vědách.
- 13. října 2003 – Počítačové historické muzeum v Mountain View v Kalifornii ho uvedlo jako člena muzea za vývoj algoritmu rychlé řazení a za celoživotní přínos do teorie programovacích jazyků.